# Neuenkirchen (Rügen)
Pour les articles homonymes, voir Neuenkirchen.
Neuenkirchen est une commune sur l'île de Rügen, dans l'arrondissement de Poméranie-Occidentale-Rügen, Land de Mecklembourg-Poméranie-Occidentale.

## Géographie
Neuenkirchen se situe entre les presqu'îles de Liddow et de Lebbin.
La commune comprend les quartiers de :
| - Neuenkirchen - Breetz - Grubnow - Laase - Lebbin - Liddow - Moor | - Moritzhagen - Neuendorf - Reetz - Tribbevitz - Vieregge - Zessin |

L'île de Beuchel est rattachée à Neuenkirchen.

## Histoire
Neuenkirchen est mentionné pour la première fois en 1318 sous le nom de "Nygenkerke".
Près de Grubnow se trouve la hauteur du "Hoch Hilgor". Les Germains y entretenaient un feu sacré qui servait aussi de point de repère.